# Svéradice
Svéradice är en ort i Tjeckien.   Den ligger i regionen Plzeň, i den västra delen av landet, 90 km sydväst om huvudstaden Prag. Svéradice ligger 451 meter över havet och antalet invånare är 342.
Terrängen runt Svéradice är platt. Runt Svéradice är det ganska tätbefolkat, med 72 invånare per kvadratkilometer. Närmaste större samhälle är Strakonice, 17,0 km sydost om Svéradice. Trakten runt Svéradice består till största delen av jordbruksmark.